# Autochloris nigridior
Autochloris nigridior är en fjärilsart som beskrevs av Rothschild 1931. Autochloris nigridior ingår i släktet Autochloris och familjen björnspinnare. Inga underarter finns listade i Catalogue of Life.